# Namen (Nederland)
Namen was een dorpje in Zeeuws-Vlaanderen in Nederland (niet te verwarren met Namen in de provincie Namen in België). Het lag in wat nu het Verdronken Land van Saeftinghe is. Het polderdorp werd overspoeld en verdween in 1715. De kerktoren bleef nog een tijd staan en deed dienst als baken voor de scheepvaart. Uiteindelijk is enkel de klok bewaard gebleven. De klok, die in 1664 was vervaardigd in Amsterdam, hangt nu in de kerktoren van het nabijgelegen dorpje Graauw. De naam van het dorp Nieuw-Namen herinnert aan het verdronken dorp Namen.